# Compostaggio industriale
Il compostaggio industriale è l'attività di trasformazione della frazione umida dei rifiuti solidi urbani e gli scarti di produzione agricola e industriale biodegradabili in terriccio (o compost) e concime, in grandi volumi, per il commercio.
Il trattamento avviene per mezzo di un processo biologico aerobico, che si svolge cioè in presenza di ossigeno, durante il quale le componenti organiche maggiormente biodegradabili subiscono una mineralizzazione.

## Descrizione
Su base industriale il compostaggio viene utilizzato per la trasformazione in compost di scarti organici, come ad esempio la cosiddetta frazione umida dei rifiuti solidi urbani. Il compostaggio industriale permette un controllo ottimale delle condizioni di processo (umidità, ossigenazione, temperatura, ecc.) e la presenza di eventuali inquinanti nella materia prima (ad esempio residui di metalli pesanti e inerti vari) o microrganismi patogeni per l'agricoltura viene eliminata rispettivamente tramite trattamenti di ulteriore separazione meccanica e trattamenti biologici. Altre biomasse compostabili comunemente sfruttate sono rappresentate dai fanghi di depurazione e dagli scarti della cura e manutenzione delle aree verdi (compost verde). Dati risalenti al 2004 attestano che il 39% del compost prodotto in Italia deriva dall'umido, il 34% dal verde, il 17% da fanghi e il restante 10% da altre biomasse.
Più nel dettaglio, i materiali compostabili sono:
- residui vegetali (paglie, potature, sfalci...)
- residui di lavorazione agricole (sanse borlande, stocchi, colletti...)
- sottoprodotti della lavorazione del legno, se non contenenti sostanze chimiche
- scarti alimentari sia domestici che originati da produzioni agro-industriali
- scarti organici originati da rifiuti solidi urbani indifferenziati (RSU)
- deiezioni animali (letami e liquami)
- fanghi di depurazione

In base alle materie prime impiegate nel compostaggio, si possono distinguere due tipologie di prodottoDecreto Legislativo 29 aprile 2010, n. 75:
- ammendante compostato verde (scarti lignocellulosici);
- ammendante compostato misto (varie matrici organiche selezionate).

### Condizioni di compostaggio
Il compostaggio essendo un processo prevalentemente di tipo biologico richiede il mantenimento di specifiche condizioni ambientali (fisiche e chimiche). In particolare le principali variabili da controllare sono:
- la porosità deve essere attorno al 35% per garantire un adeguato passaggio di aria e quindi di ossigeno; infatti se la massa dovesse essere troppo compatta, con poca porosità, l'aria non passerebbe e ciò favorirebbe lo sviluppo di popolazioni batteriche anaerobie con la conseguenza di non riuscire a degradare totalmente la sostanza organica presente (digestione anaerobica), e con la produzione di cattivi odori causati da acido solfidrico, ammoniaca ed altre sostanze. La porosità è controllata mediante la giusta miscelazione di parti verdi come sfalci, foglie e parti legnose come ramaglie che lasciano nella massa piccoli spazi aperti.
- l'ossigeno deve avere una concentrazione all'interno della massa da compostare compresa fra il 5% ed il 10%, ciò favorisce la prolificazione e l'attività di decomposizione dei batteri aerobi.
- l'umidità deve essere mantenuta nella fase iniziale tra il 55% e il 70% per favorire sempre l'attività batterica.
- il pH generalmente durante il processo decompositivo tende ad acidificarsi, è bene mantenerlo intorno a 6 (per evitare produzione di odori originati dall'ammoniaca) eventualmente aggiungendo sostanze basiche come ceneri, sostanze calcaree, o alghe marine come il Litotamnio.

### Vantaggi
Nella gestione dei rifiuti, il compostaggio rappresenta una forma di smaltimento e riciclaggio particolarmente interessante per i seguenti motivi:
- permette la stabilizzazione del rifiuto: nella fase di biossidazione termofila i microrganismi, in presenza di ossigeno, ossidano la sostanza organica attraverso la mineralizzazione della frazione più facilmente fermentescibile.
- permette l'igienizzazione del rifiuto, la composizione aerobica libera una notevole quantità di energia sotto forma di calore; nella massa di materiale, in fermentazione controllata, le temperature (55-70 °C) distruggono gli agenti patogeni, stabilizzando il prodotto dal punto di vista biologico.
- permette lo smaltimento della componente biodegradabile dei rifiuti solidi urbani, con recupero di materiale e riduzione dell'impatto ambientale.
- evita fenomeni indesiderati che potrebbero aver luogo nel caso di trattamento dei rifiuti in discarica: produzione di biogas, percolato, odori;
- consente il trattamento della frazione organica putrescibile dei rifiuti, che contiene notevoli quantità d'acqua e ne limita di conseguenza le possibilità di utilizzo;
- permette di utilizzare completamente la frazione organica disponibile senza produzione di eventuali sottoprodotti da smaltire;
- non richiede apporto energetico;
- ha come risultato finale la produzione di compost, che si può considerare prezioso tenendo presente che il nostro paese lo importa per una spesa rilevante.

### Uso agricolo

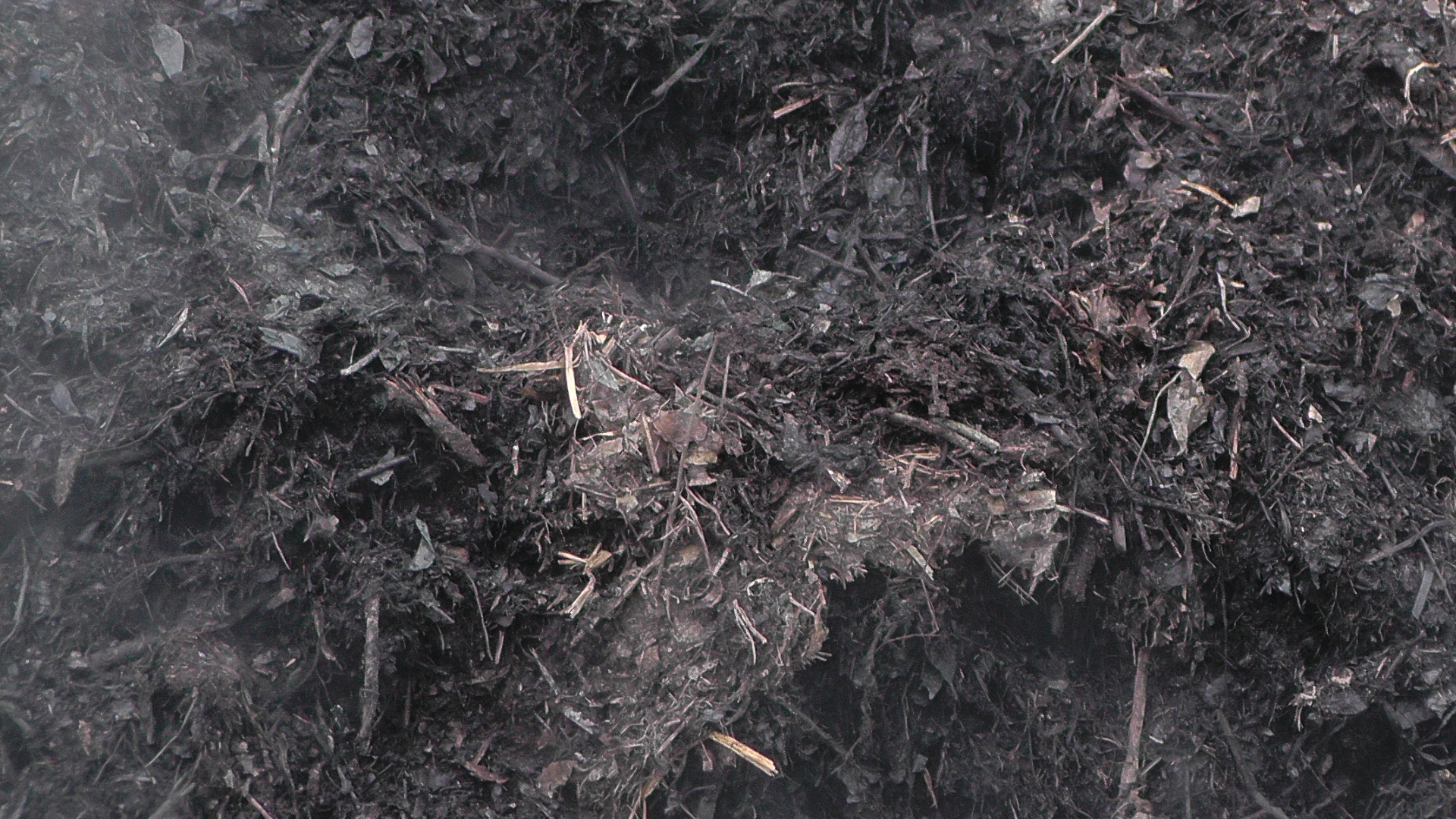
Dettaglio di compost usato come fertilizzante per l'agricoltura

Il compostaggio oltre che corretta tecnica di smaltimento, si configura anche come mezzo di produzione di ammendanti organici di alta qualità largamente sostituibili al letame.
Il compost di qualità ottenuto dalla raccolta differenziata dell'organico mediante processo industriale può venire quindi convenientemente sfruttato in agricoltura avvantaggiandosi in tal modo di un fertilizzante naturale ed evitando il ricorso a concimi chimici a pieno campo. Anche il florovivaismo, dilettantesco e professionale, si avvale convenientemente di questo compost. La commercializzazione dell'ammendante compostato è regolata dal Decreto Legislativo 29 aprile 2010, n. 75. Il compost, non avente lo standard qualitativo fissato da D.Lgs. 75/2010, non può essere commercializzato e viene comunemente utilizzato per la copertura delle discariche di rifiuti e per bonifiche agrarie. La digestione anaerobica permette anche di ottenere del biogas utilizzabile quale combustibile.
Lo svantaggio consiste principalmente nella emissione di odori dall'impianto di compostaggio, qualora esso manchi di opportuni filtraggi dell'aria. Inoltre, se non si riesce a utilizzare tutto il compost prodotto in agricoltura, florovivaismo hobbystico e professionale, per bonifiche o per la copertura di discariche come preferibile, l'invenduto deve essere smaltito inevitabilmente in discarica, il che è evidentemente uno spreco di una risorsa preziosa, che diventa invece un costo notevole.

## Processo produttivo
Le fasi del compostaggio in breve sono 5:
- fase preparatoria
- fase iniziale o mesofila
- fase termofila
- fase di maturazione
- raffinazione

### Fase preparatoria
All'arrivo del materiale nel centro di compostaggio si deve provvedere ad una adeguata separazione in base alla provenienza del materiale. In particolare nel caso di rifiuti solidi urbani indifferenziati (RSU) è necessario separare vetro plastica e metallo, mediante appositi sistemi meccanici, al fine di ottenere la frazione umida (da cui si produrrà il compost). Quest'ultima scelta è assai discutibile poiché il composto ottenuto è di bassa qualità in quanto ricco di detriti vetrosi e plastici (non tutti sono eliminabili con successiva vagliatura). Ne consegue che il suo utilizzo generalmente è limitato alle colture arboree per produzioni industriali (ad esempio: pioppeti per la produzione della carta) o alla copertura delle discariche.
Nel caso di scarti provenienti da RSU indifferenziati è necessario provvedere ad una separazione meccanica attuata da appositi macchinari:
- il metallo è separato per primo generalmente con un magnete;
- il vetro è separato all'interno di cilindri rotanti forati che, ruotando attorno al proprio asse, selezionano i pezzi di vetro lasciandoli cadere all'esterno.

Successivamente gli scarti di diversa natura (sfalci, ramaglie, etc.) possedendo, consistenza, pezzatura e umidità differenti, devono opportunamente essere miscelati e fra loro e triturati per garantire l'omogeneità del prodotto da compostare e naturalmente garantire che l'alternanza interna materiali più o meno voluminosi garantisca un'adeguata porosità, necessaria al passaggio dell'aria. Ciò viene attuato mediante appositi trituratori-miscelatori a coclee, fissi o azionati mediante forza motrice di un trattore. La pezzatura finale ottimale del materiale è di 1–7 cm di diametro.

### Fase iniziale
Il materiale viene quindi depositato in una grande vasca a pianta rettangolare di cemento coperta (o talvolta in un semplice capannone) dove sul fondo sono presenti griglie per il riciclo del percolato (chiamato anche colaticcio) e bocche di aerazione, attraverso bracci meccanici o coclee meccaniche è possibile mescolare periodicamente la massa e garantire un trattamento omogeneo.
La fase iniziale ha una durata che, a seconda dell'ottimalità delle condizioni e dalle quantità di materiali da compostare, va da pochi giorni ad una-due settimane; è attivata dallo sviluppo e dall'attività di decomposizione della sostanza organica da parte di batteri eterotrofi aerobi. Si definisce anche fase mesofila poiché i batteri che operano questa fase vivono a temperature intermedie (18-45 °C). In questa fase gran parte delle sostanze organiche più semplici come carboidrati, lipidi, proteine vengono trasformate in acqua, calore e CO2. Ed il calore è elemento importante in quanto è proprio l'innalzamento progressivo della temperatura provocato dall'attività metabolica dei batteri mesofili a portare alla scomparsa di questi batteri e l'elezione di quelle popolazioni batteriche più resistenti, innescando la fase termofila.

### Fase termofila
In questa fase che può durare vari mesi si sviluppano popolazioni di batteri eterotrofi ma soprattutto autotrofi e Batteri autotrofi facoltativi termofili (come il Bacillus stearothermophilus) e termofili estremi cioè capaci di vivere a temperature elevate (50-70 °C fino al massimo a 90 °C). La presenza di batteri autotrofi va giustificata con il fatto che gran parte delle sostanze organiche utilizzabili dai batteri già presenti nella massa sono state consumate, e questa condizione seleziona le popolazioni in grado di sfruttare sostanze chimiche come l'idrogeno per la produzione di energia necessaria a fissare l'anidride carbonica presente in composti energetici (batteri chemioautotrofi) come l'Hydrogenobacter ed il Bacillus shlegelli.
Osservando il cumulo in questa fase è possibile osservare grandi nubi di vapore che si innalzano e una temperatura che oscilla intorno ai 70 °C. L'elevata temperatura comporta anche un'elevata evaporazione di acqua. La mancanza d'acqua diventa pressione selettiva che porta ad una rapida scomparsa dei batteri e quindi porta al termine della fase termofila.

### Fase di maturazione
La bassa umidità favorisce la crescita e diffusione di funghi (attinomiceti ed altri) che si erano propagati temporalmente per sporulazione al momento dell'innalzamento della temperatura. Questi funghi attueranno mediante l'emissione di specifici enzimi una progressiva, anche se incompleta, degradazione delle sostanze più complesse come la cellulosa, la lignina e le emicellulose (funghi)
Nelle tre fasi precedenti, frequenti sono i rivoltamenti del cumulo che consentono mediante la disgregazione del materiale il ripristino della porosità, e l'omogeneità del trattamento a tutta la massa.

### Raffinazione
Il compost ora prodotto può essere utilizzato tal quale o vagliato mediante appositi setacci meccanici con maglia vagliante da 6–10 mm o 15–20 mm. Questo permette di eliminare una parte di eventuali corpi estranei come plastiche vetri (nel caso di compost da RSU) e di eliminare parti legnose indecomposte.

## Tipi di compostaggio
Esistono diverse modalità di realizzazione del trattamento di compostaggio.

### Compostaggio in cumuli periodicamente rivoltati
Si tratta di un sistema estensivo, adatto per matrici a bassa fermentescibilità, quali gli scarti verdi e quelli con elevata componente cellulosica.
Tale sistema prevede solitamente un pretrattamento di condizionamento, cioè la triturazione del materiale, per aumentare la superficie a contatto con l'aria e la porosità della matrice.
La matrice di partenza è disposta in lunghi cumuli, generalmente a sezione triangolare o trapezoidale, di altezza variabile; viene rivoltata periodicamente tramite macchine rivoltatrici in modo che il materiale interessato sia efficientemente aerato.
Il rivoltamento consente il miscelamento dei materiali di partenza, ne riduce la pezzatura, ne facilita l'aerazione e ne regola la temperatura, garantendo una sufficiente igienizzazione ed una omogenea stabilizzazione.
I rivoltamenti sono più frequenti nel primo periodo (cadenza giornaliera), nel quale l'attività microbica è più intensa e si deve evitare l'accumulo eccessivo di calore; successivamente, la stabilizzazione aumenta, e i rivoltamenti possono essere meno frequenti.
Con questo metodo, la fase di compostaggio attivo dura solitamente da tre a nove settimane a seconda della natura del substrato di partenza e della frequenza dei rivoltamenti.
Questo sistema di compostaggio estensivo può essere svolto anche all'aperto, su terreno non cementato, in quanto i cumuli hanno la capacità di assorbire buon parte dell'acqua piovana e le acque di percolazione sono povere di composti azotati.
Il compost che risulta dal processo è nutritivamente povero ma ha salinità contenuta (questo aspetto è positivo per la valorizzazione nel mercato).

### Compostaggio in cumuli statici aerati
Si tratta di un sistema adatto al trattamento di biomasse ad elevata fermentescibilità, in particolare residui agroalimentari (industrie conserviere, ittica, scarti di macellazione, liquami zootecnici), caratterizzati da elevati impatti olfattivi o notevoli concentrazioni di composti azotati.
Il materiale è posto in cumuli non movimentati, quindi il condizionamento, prima della formazione dei cumuli, è particolarmente importante.
L'ossigenazione avviene per mezzo di tubi diffusori in cui circola aria in forma passiva o forzata.
Nel primo caso, l'apparato di tubi bucherellati è posto sul basamento (che ospita il cumulo) sopra uno strato di compost maturo e termina all'esterno del cumulo con estremità aperte; i tubi posizionati con i fori rivolti verso il basso (per evitare rischi di ostruzione ed il drenaggio della condensa) permettono la diffusione dell'aria attraverso il profilo del cumulo e a processo ultimato vengono semplicemente rimossi. I cumuli non superano l'altezza di 1-1,2 m, e possono essere ricoperti con uno strato coibentante di 10 cm circa, solitamente costituito da compost maturo, che assorbe anche le emissioni maleodoranti,
Nel secondo caso, sono previsti apparati di tubi, anch'essi opportunamente bucherellati, che costringono l'aria a passare forzatamente attraverso la matrice in compostaggio per aspirazione dalla superficie o per insufflazione nel substrato; i cumuli hanno solitamente altezza non superiore a 2,5 m .

### Compostaggio in bioreattori
È una tecnica di compostaggio di tipo intensivo, adatta al trattamento di biomasse a elevata fermentescibilità: frazioni umide domestiche, scarti mercatali e della ristorazione collettiva, fanghi civili e agroalimentari.
La prima fase del processo, la fase fermentativa più intensa, avviene in bioreattori di vario tipo:
- Reattori chiusi: ad esempio, cilindri rotanti, silos e biocelle;
- Reattori aperti: ad esempio, trincee dinamiche.

Questa fase prevede:
- Condizionamento iniziale, con aggiunta di materiale strutturante (solitamente lignocellulosico) per conferire porosità e contenere l'umidità;
- Ossigenazione: con sistemi di rivoltamento e ventilazione forzata, usate separatamente o in maniera combinata;
- Ventilazione: preferibilmente, in aspirazione, per permettere la captazione e il trattamento dell'aria di processo;
- Controllo dei parametri (in particolare la temperatura);
- Raccolta e il trattamento dei percolati.

La seconda fase, di biostabilizzazione aerobica vera e propria del materiale, avviene solitamente in uscita dai reattori, attraverso uno dei sistemi in cumulo.

## Aspetti economici

### Costi e prezzi
Per dare una idea sui costi di un moderno impianto di compostaggio, si consideri che per costruire un impianto in grado di trattare 25.000 t/anno di rifiuti servendo un bacino di utenza di 400.000 abitanti, il costo è valutabile in 3,4 milioni di euro, cioè circa 130-140 € per tonnellata trattabile. Un impianto di tal genere richiede un tempo di costruzione e collaudo di 1 anno e garantisce una vita media di 15 anni.
I prezzi del compost variano in relazione al settore di destinazione e agli acquirenti interessati. In riferimento al compost vagliato e sfuso non confezionato, si passa da 2,5 euro/t massimi per il recupero ambientale a 2,5-10 euro/t per l'agricoltura a pieno campo e a 10-20 euro/t per la paesaggistica e il florovivaismo. I privati cittadini possono acquistare compost venduto al dettaglio e miscelato ad altri componenti al prezzo di 30-40 euro/t.

### Produzione mondiale
I dati relativi ai quantitativi di rifiuti trattati in impianti di compostaggio in Italia nel periodo 1993-2004 indicano un picco di 2.824.000 t nel 2002, mentre nel 2004 il dato si è attestato a 2.669.000 t di rifiuti trattati con un valore di frazione organica ottenuta pari a 1.958.000 t, frazione che mostra una tendenza pressoché progressiva all'aumento. L'incidenza percentuale del dato relativo al 2004 indica che il 5,4% del totale dei rifiuti è stato smaltito facendo ricorso al compostaggio.